# Укурей
Укуре́й (эвенк. укури — «сопка округлой формы») — село в Чернышевском районе Забайкальского края, России. Административный центр сельского поселения «Укурейское».

## История
С 1912 года по 1922 год село носило название Новониколаевск. После установления Советской власти в 1922 году село было переименовано в Николаевск.
Здесь было построены оборотное депо (остов которого стоит до сих пор), железнодорожные учреждения с жилыми домами, шесть домов подрядчиков (по ул. Транспортная), лавка купца Титешена и небольшая вино полка, которую содержал Колоновский. Одновременно был застолблен участок под строительство поселка. Это подтверждается и архивными государственными документами (по материалам статистико-экономического обследования части Восточного Забайкалья, тяготеющей к Амурской железной дороге). В 1910 году станция Укурей была сдана во временную эксплуатацию, и в это время в Укурее насчитывалось 14 хозяйств, проживало 55 человек, из них 34 мужчины. Грамотных было 19 мужчин и 2 женщины. Из шести домов три — под железной крышей, была одна землянка, а вообще 4 семьи не имели жилья. В 1912 году станцию Укурей посетили первые ходоки для осмотpa местности из села Тасеево Новотроицкой станицы Балейского района.
В начале 1930 года создана сельскохозяйственная коммуна, которая объединила хозяйства 4 сел и распалась к маю 1930. После образованы колхозов «Парижская коммуна» и «Первое мая», объединенные в один колхоз им. С. Г. Лазо, позже колхоз «Путь к коммунизму». В 1992 году колхоз преобразован в ТОО, самоликвидировавшееся в 1999 году.

## География
Село расположено на правом берегу реки Куэнга, в 23 км к югу от районного центра — пгт. Чернышевска.
Фауна

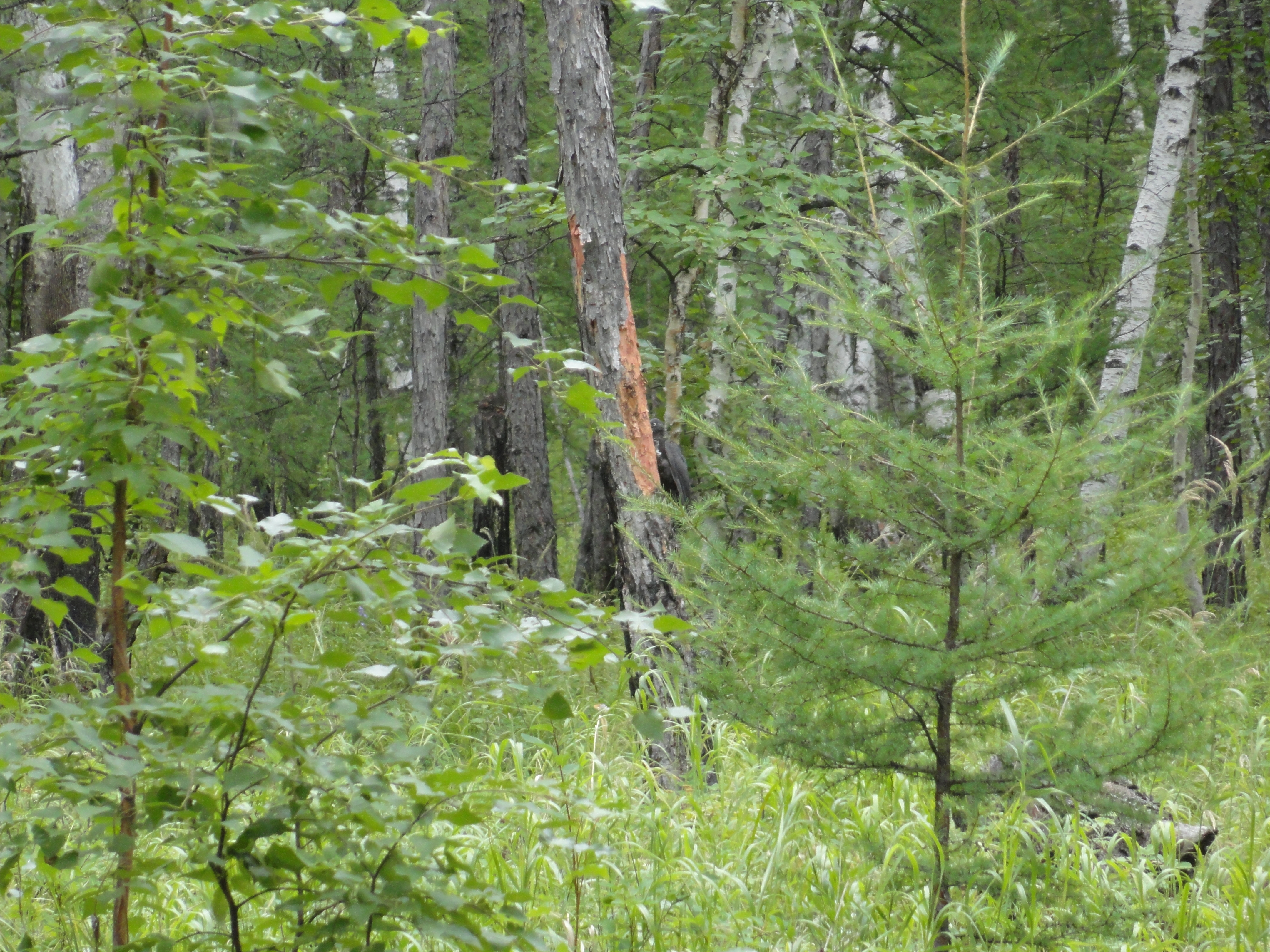
Смешанный лес с. Укурей

Животный мир села Укурей разнообразен. Он совмещает в себе виды животных, которые характерны как для лесной, так и для степной зоны.
Например, водятся такие животные как белки и зайцы; также можно встретить и более крупных диких животных, таких как косуля. Водятся и хищники (лисица, волки).
Среди птиц обитают дикие утки, цапли, рябчики, голуби, воробьи и вороны и др.
Флора
Природная зона села Укурей сочетает в себе лесные участки и степи, которые занимают большую его часть. Это обуславливает тем самым растительный мир. Растительность отличается большим разнообразием, и представлена традиционными для Забайкалья таким лесным массивом: лиственные и хвойные деревья, осина, береза и кустарники.
Климат
Климат в Укуреи умеренный резко континентальный. Зимы длительные и холодные, морозы могут достигать 50 градусов, в то же время летом температура может превышать +40 градусов. Короткое лето отличается тёплой погодой. Зима длится более чем 6 месяцев, с начала октября по середину апреля. Средняя температура самого холодного месяца — января −25,7 градусов, самого тёплого (июля) 18,1 градусов.
- Среднегодовая температура — −2,0 C°
- Среднегодовая скорость ветра — 2,4 м/с
- Среднегодовая влажность воздуха — 65 %

| Показатель                    | Янв.  | Фев.  | Март  | Апр.  | Май   | Июнь | Июль | Авг. | Сен.  | Окт.  | Нояб. | Дек.  | Год   |
| ----------------------------- | ----- | ----- | ----- | ----- | ----- | ---- | ---- | ---- | ----- | ----- | ----- | ----- | ----- |
| Абсолютный максимум, °C       | 0,4   | 7,4   | 18,3  | 26,9  | 36,9  | 43,2 | 43,0 | 40,9 | 35,0  | 26,0  | 12,7  | 3,3   | 43,2  |
| Средний суточный максимум, °C | −17,9 | −10,6 | −0,7  | 8,8   | 17,5  | 23,9 | 25,2 | 22,9 | 16,2  | 6,6   | −6,1  | −15,4 | 5,9   |
| Средняя температура, °C       | −25,7 | −20,2 | −9,9  | 0,9   | 9,2   | 15,8 | 18,1 | 15,5 | 8,2   | −1,1  | −13,1 | −22,2 | −2    |
| Средний суточный минимум, °C  | −31,9 | −27,8 | −17,9 | −6,5  | 0,8   | 7,5  | 11,3 | 9,3  | 1,8   | −7,1  | −19   | −27,9 | −9    |
| Абсолютный минимум, °C        | −49,6 | −48   | −45,3 | −29,6 | −13,3 | −5,4 | 0,1  | −3   | −10,7 | −33,1 | −41,1 | −47,8 | −49,6 |
| Норма осадков, мм             | 2     | 3     | 3     | 9     | 23    | 58   | 102  | 80   | 38    | 10    | 6     | 4     | 338   |
| Источник: Погода и климат     |       |       |       |       |       |      |      |      |       |       |       |       |       |

## Население
| 1910 | 2010 | 2021 |
| ---- | ---- | ---- |
| 55   | ↗662 | ↘557 |

## Образование

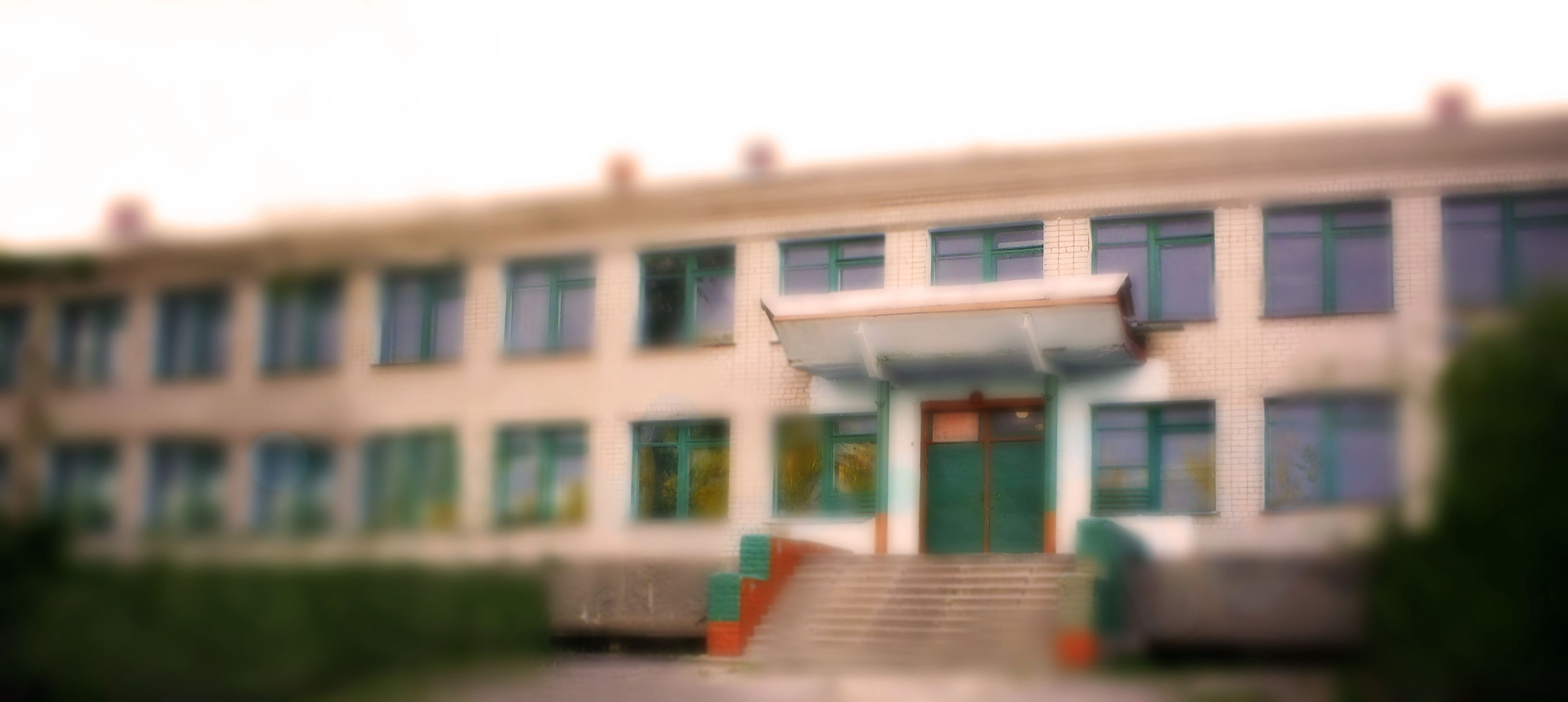
МОУ СОШ села Укурей

До 1915 года в селе Укурей не было ни одной школы. Дети ходили в школу в соседнее село которое находилось за рекой Куэнгой в шести километрах от села Укурей. В 1915 году в селе была организована небольшая приходская школа в доме арендатора.

В 1935 году была построена «нижняя» школа, «верхняя» школа объединилась с вновь построенной и образовалась семилетняя школа № 42. В 1925 году вышел Декрет о введении всеобщего начального образования. В 1930 году было объявлено о бесплатном начальном образовании. В «верхней» школе обучались ученики с 1 по 4 классы, а в «нижней» шло обучение старших классов с 5 по 7 классы. 

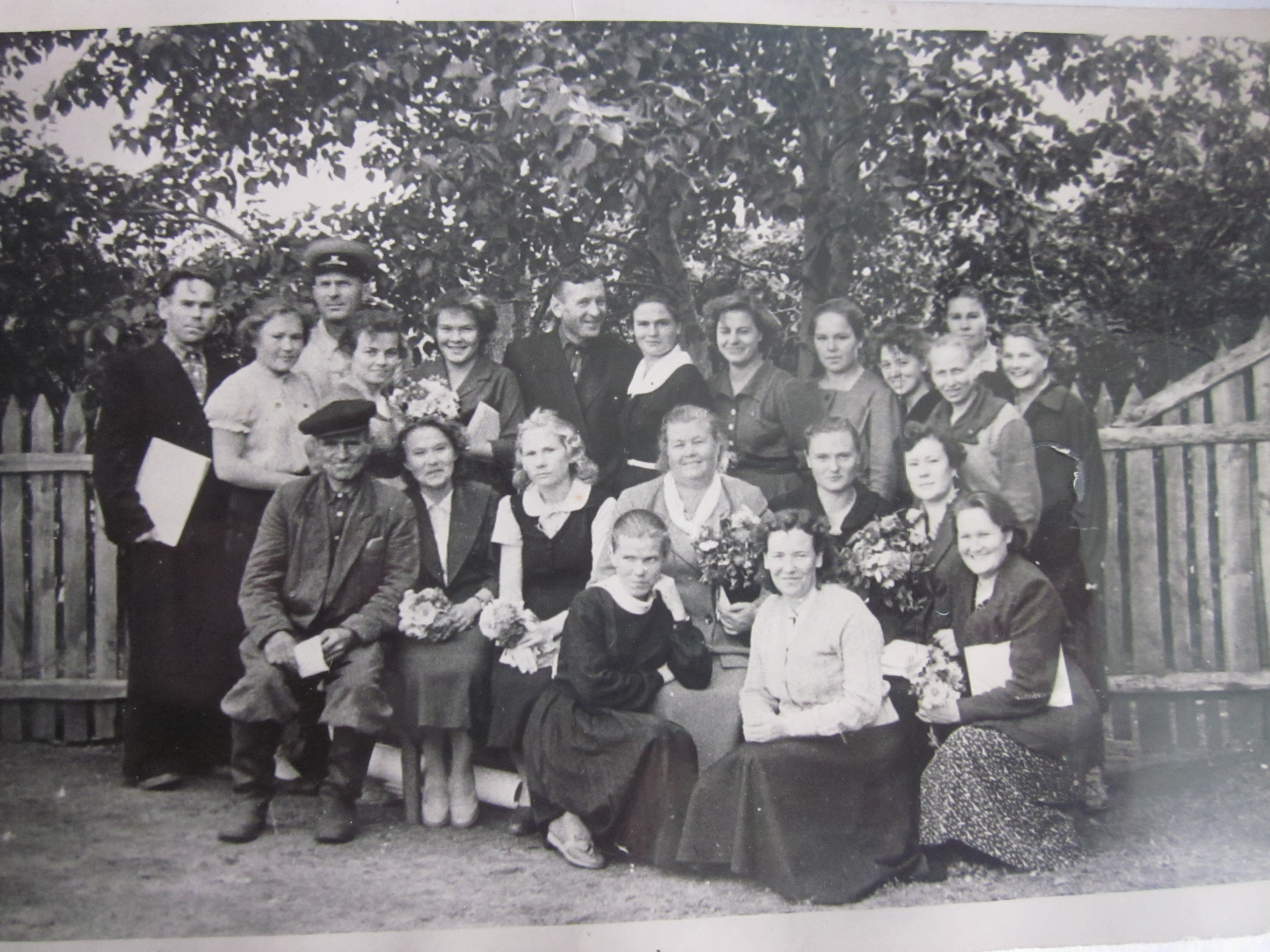
Коллектив учителей школы с. Укурей

Учеников было очень много, образовывались по 2−3 параллельных классов. В некоторых классах доходило до сорока и более учеников. Учёба шла в две смены. Первым директором школы № 42 был Брагин. В этом же году декабре 1935 года учителем истории и старших классов назначен Максименко Иван Назарович, а уже 1939 году он стал завучем школы № 42. В 1939 году он становится директором этой школы.
Школа носила имя Молотова. Иван Назарович проработал в школе 41 год, в том числе директором школы почти 30 лет. В 1956 году отменили плату за обучение в старших классах средней школы. В 1959 году семилетняя школа № 42 переименована в восьмилетнюю школу № 61. При школе существовало два интерната, где в первом железнодорожном проживали ученики с железнодорожных станций Шивия, Тамка, Каменный карьер, Известковая.
Во втором интернате, построенном в 1960-х годах, жили дети из Шивии и Курлыча. В 1947 году в селе была построена новая типовая средняя школа на 150 учеников. Учебный процесс проходит по кабинетной системе. В 1990-х годах на территории школы шло строительство типового интерната, были уже построены стены потолок и крыша. Но для завершения строительства денег не хватало и оно было остановлено. Сейчас на этом месте груды разбитого кирпича и мусора.
Сегодня в школе есть спортивный зал, где проводятся уроки физкультуры, спортивные секции по баскетболу, волейболу, мини-футболу. Большая часть учителей имеет высшее образование. В школе изучаются все предметы которые предусмотрены школьной программой.

## Здравоохранение

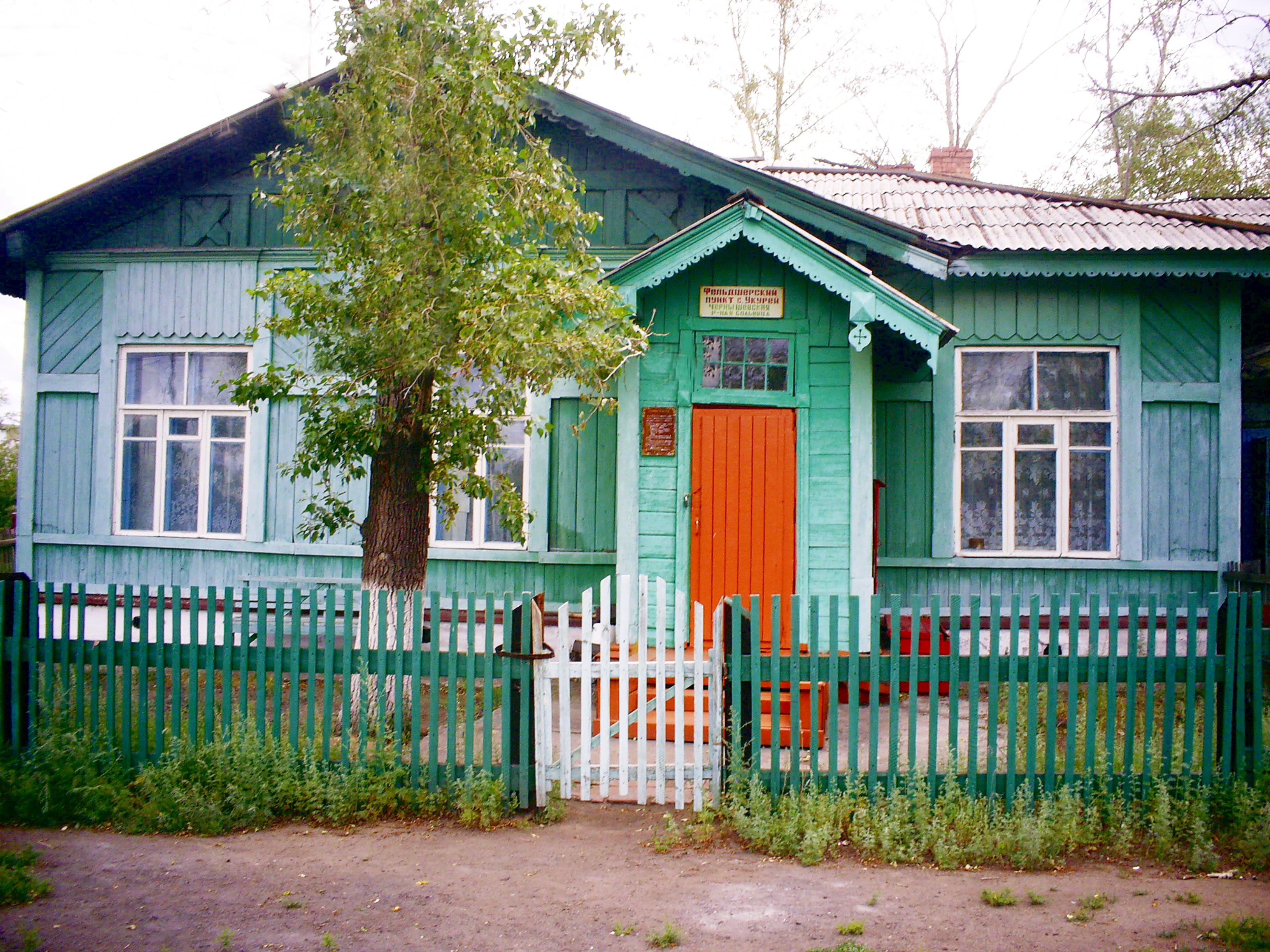
ФАП села Укурей

В селе с 1930-х годов существовало два фельдшерско-акушерских пункта. Один обслуживал только работников железной дороги (ведомственный), другой — остальное население села. В железнодорожном было родильное отделение на 5-7 коек, аптека, где делали мази и порошки. В связи с реформами, железнодорожный ФАП ликвидировали.
ФАП с Укурей открылся в 1930 году, фельдшером работал И. Сурков, с 1933 года в бывшем доме кулака Золотарева, фельдшером работал Ушаков Григорий Васильевич. С 1969 фельдшерами работали Логиновская Римма Михайловна, Наделяева Зинаида Георгиевна, медсестрами Иванюхина Т.П. и Пырева Е.В . Много лет отработала санитарка Широких Елизавета Павловна . С 1988 было построено типовое здание из 7 кабинетов. В 1998 здание ФАПа было развалено переведено в бывшую железнодорожную амбулаторию. Обслуживают два села Укурей и Шивия. В настоящее время медицинский пункт остался один и располагается он также в старом железнодорожном здании постройки 1930-х годов, которое и было построено для этих целей. Пункт обслуживает все население Укурея, независимо от места работы.

## Экономика

### Транспорт
Железнодорожный транспорт
В селе имеется одноимённая железнодорожная станция Укурей Могочинского отделения Забайкальской железной дороги, располагающаяся на главном пути Транссиба.
Расстояние до областного центра г. Читы по железной дороге — 365 километров.

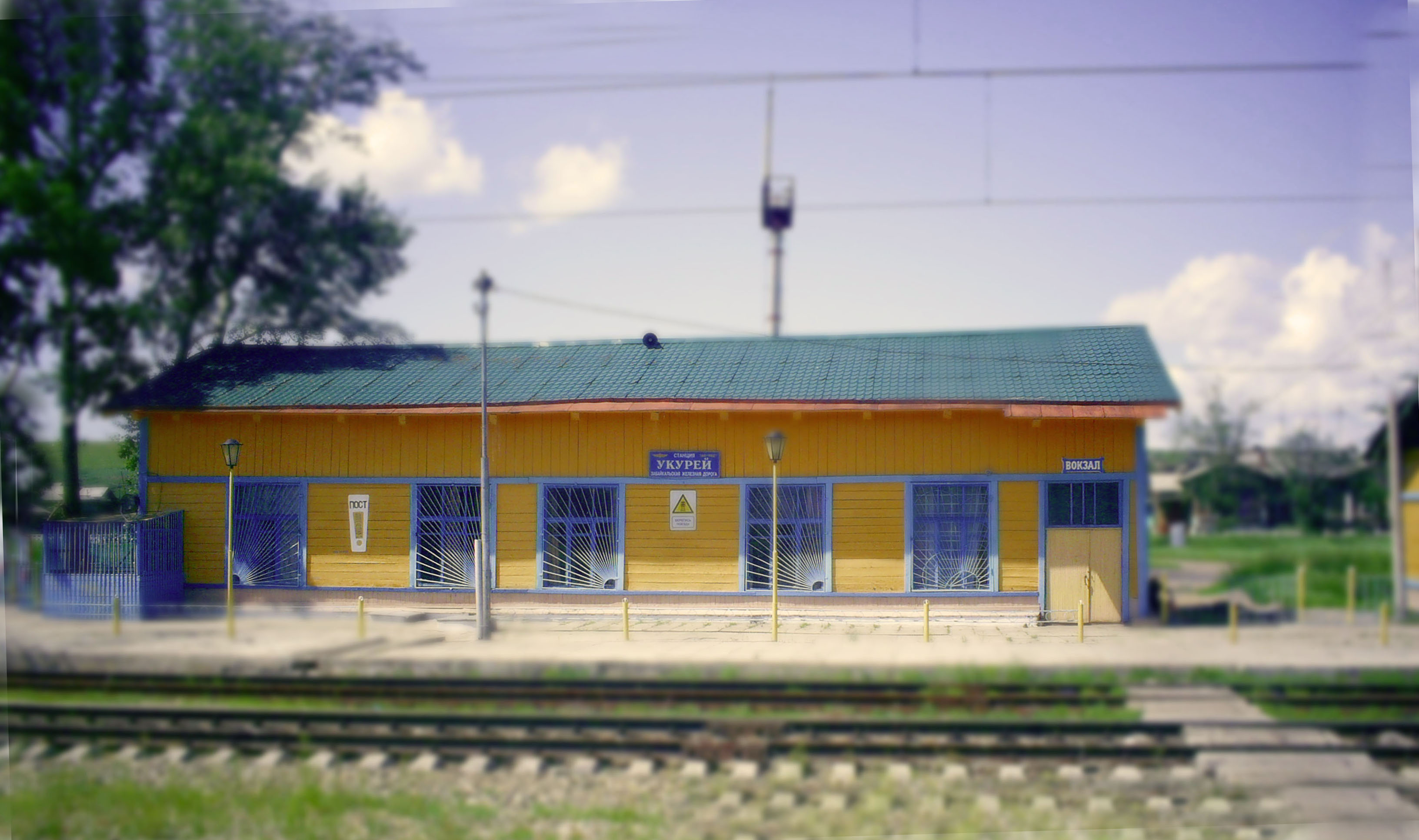
Станция Укурей, Забайкальская железная дорога,июнь 2008 г.

Датой отсчета возникновения станции Укурей считается начало строительства Амурской железной дороги — с 1907 года, от станции Куэнга. Расстояние по железной дороге от станции Чернышевск-Забайкальский. до станции Укурей — 36 километров. В 1908 году здесь прошла железная дорога и была образована станция Укурей.

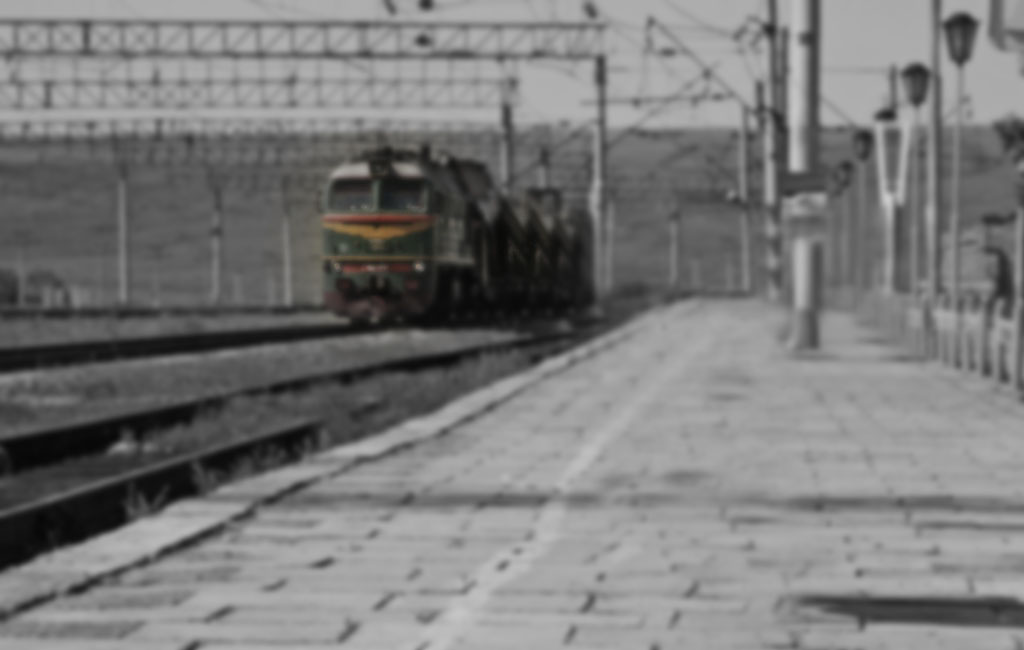
Станция Укурей, Забайкальская железная дорога

В январе 1911 года закончились все подготовительные работы построены бетонные трубы для стока и началась укладка рельсов. Регулярное движение поездов открылось в 1913 году. При строительстве Амурской железной дороги, на западном её участке на станции Куэнга первой была построена станция Укурей. Здесь же было построено паровозное депо, где паровозы проходили обслуживание, заправлялись водой, которая подавалась водокачкой с реки Куэнга, грузились углем.
Рядом с депо находился поворотный круг, с помощью которого паровоз разворачивался в нужном направлении. Построены были и другие железнодорожные учреждения, в том числе водонапорная башня, которая сохранилась до наших дней. Так же рядом с депо была построена электростанция. На железной дороге труд в основном был ручной. Дежурные по станции и сигналисты блокпостов переводили стрелочные переводы вручную с помощью рычагов аппарата и проволочных сообщений. Так же открывались и семафоры. В 1936 году оборотное депо было закрыто, так как в сентябре 1936 года на станции Чернышевск было открыто локомотивное депо. Здание депо было отдано воинской части по обслуживанию бронепоезда.
В этом же году закончилось строительство железнодорожной ветки на поселок Ареда для нужд народного комиссариата обороны. В 2004 году ветка была разобрана.
По характеру и объёму работы — промежуточная станция 5 класса. Код ЕСР: 948830, на станции осуществляются работы с пассажирскими и грузовыми поездами.
По станции следуют: пассажирские поезда № 391/392 Благовещенск — Чита.
Реконструкция станции
Начиная с июня 2018 года  производится реконструкция железнодорожной станции Укурей и выполняется комплекс строительно-монтажных работ в рамках реализации инвестиционного проекта Модернизация железнодорожной инфраструктуры Байкало-Амурской и Транссибирской железнодорожных магистралей с развитием пропускных и провозных способностей..
Автомобильный транспорт
Расстояние до федеральной трассы Амур: М58 Чита — Хабаровск — 20 километров.

## Галерея

Фото села Укурей
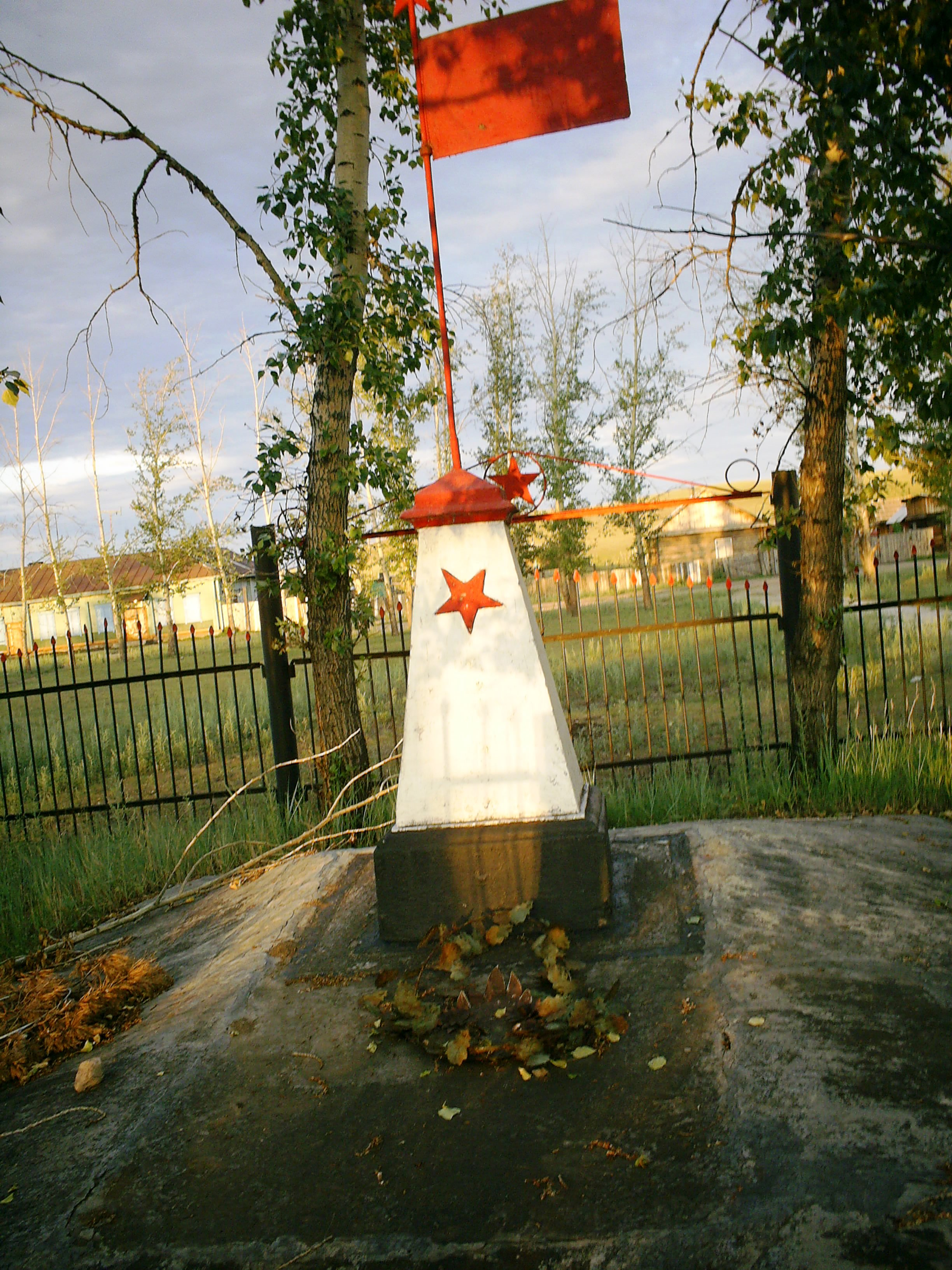
Памятник погибшим в Великой Отечественной войне
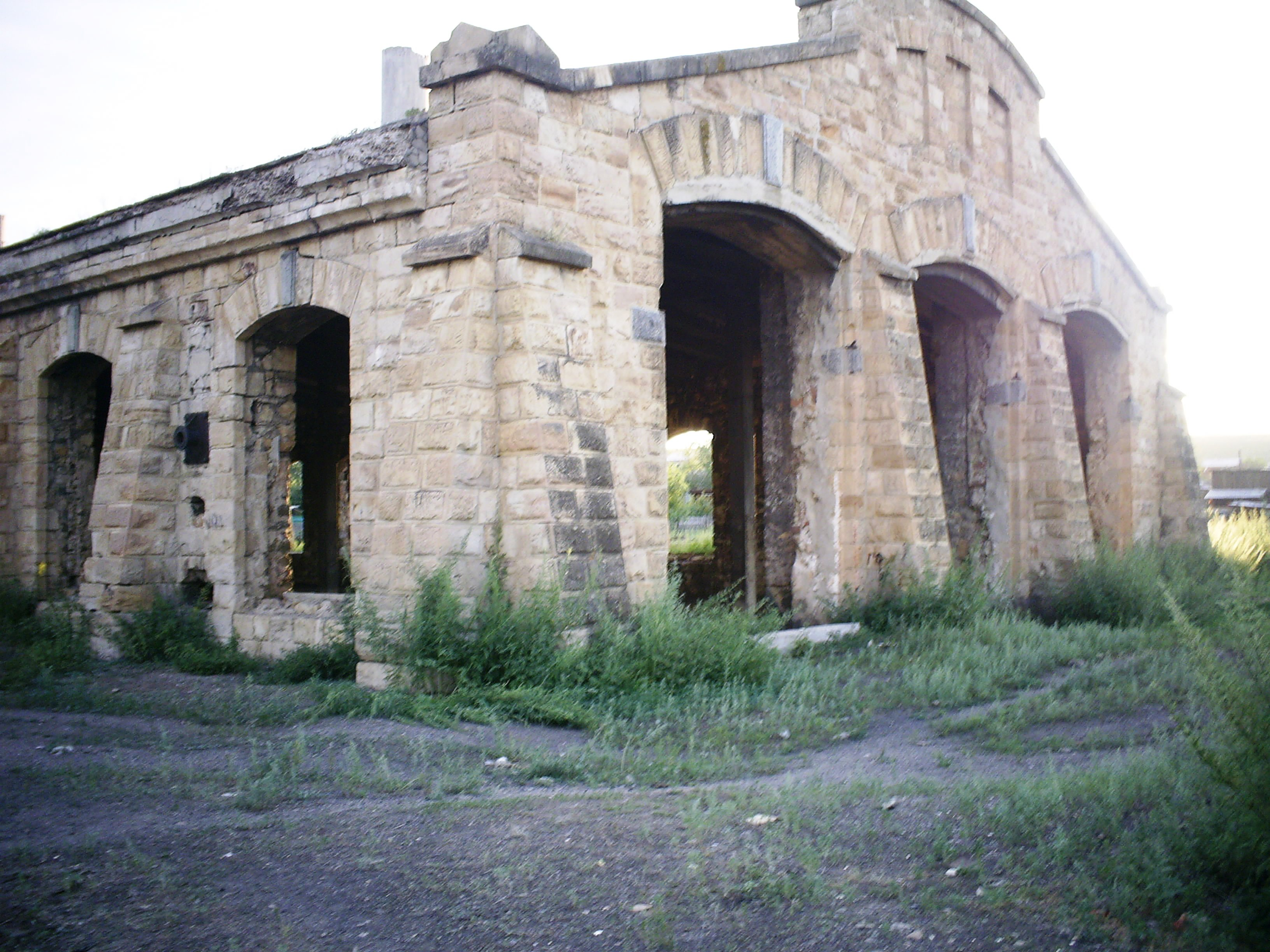
Депо станции Укурей
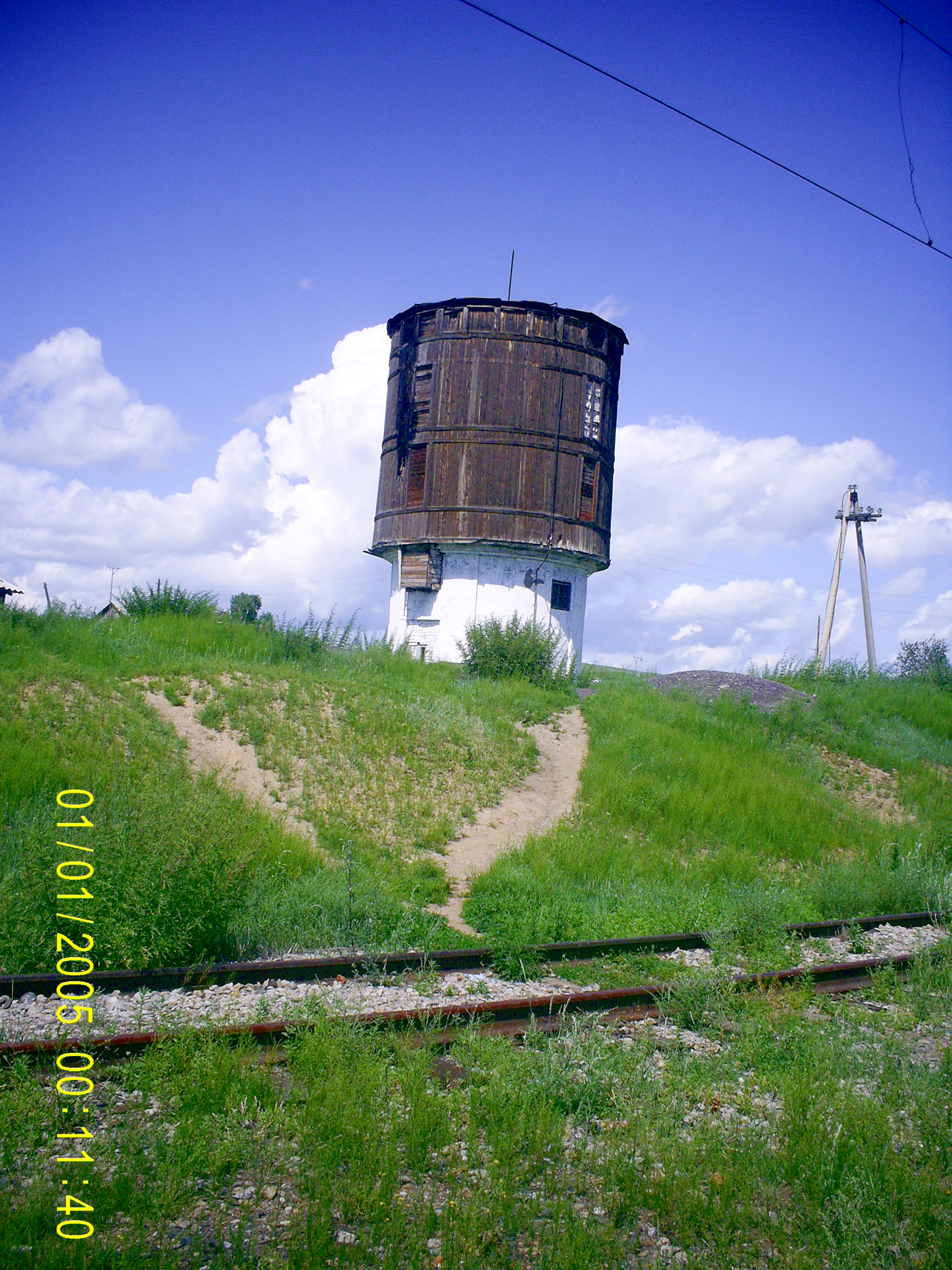
Водонапорная башня
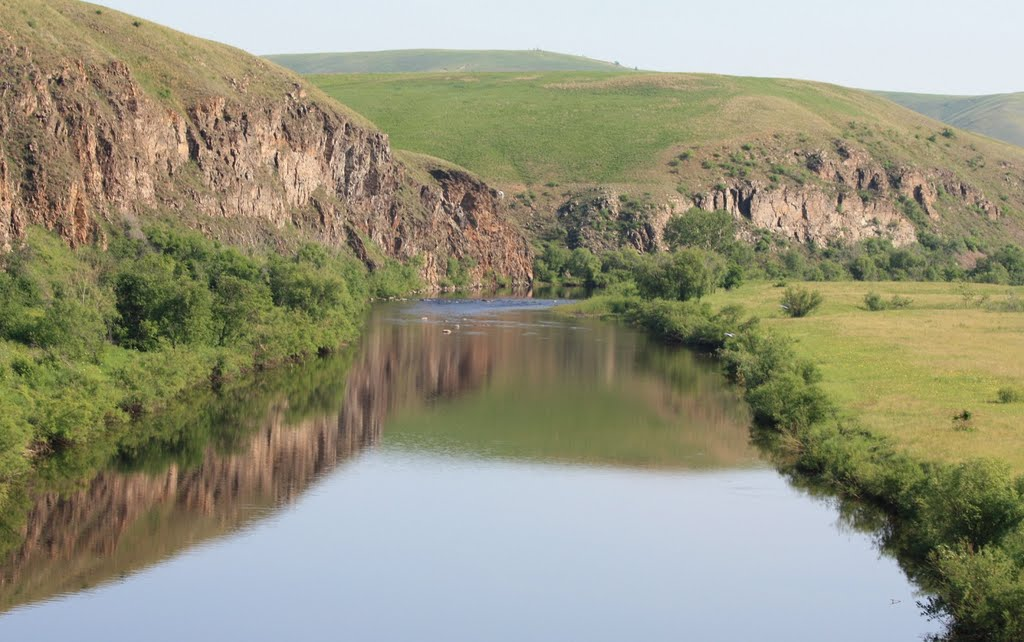
река Куэнга, с.Укурей
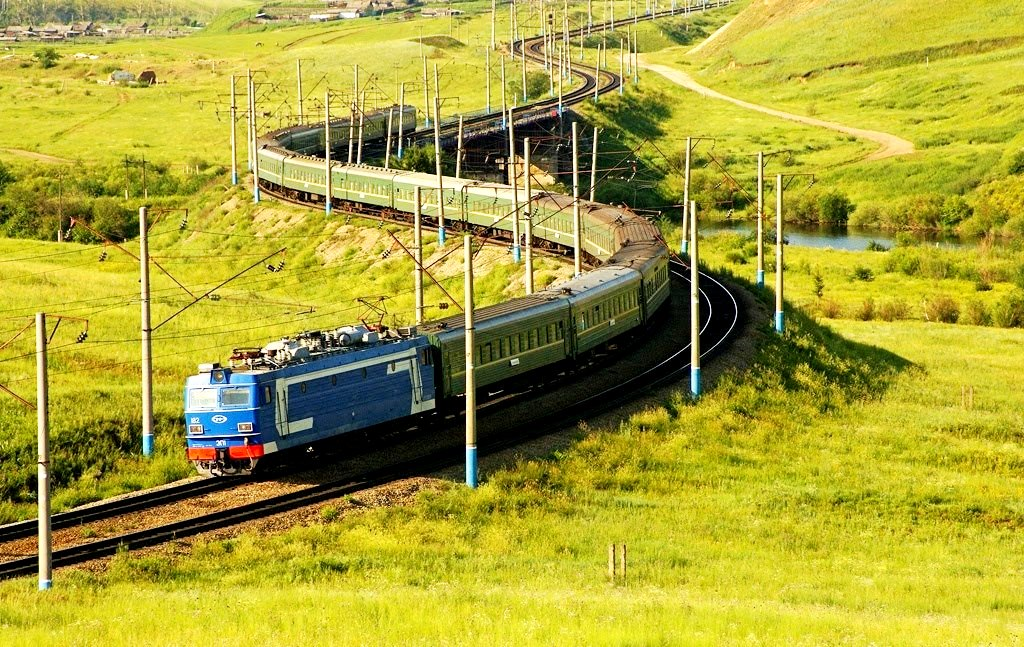
Железнодорожный мост через реку Куэнга, станция Укурей
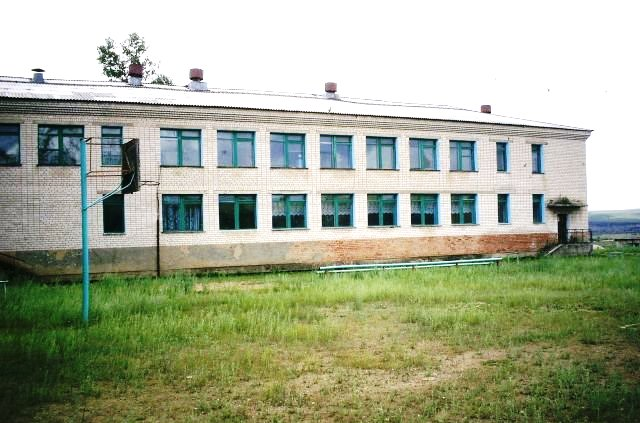
МОУ СОШ с.Укурей
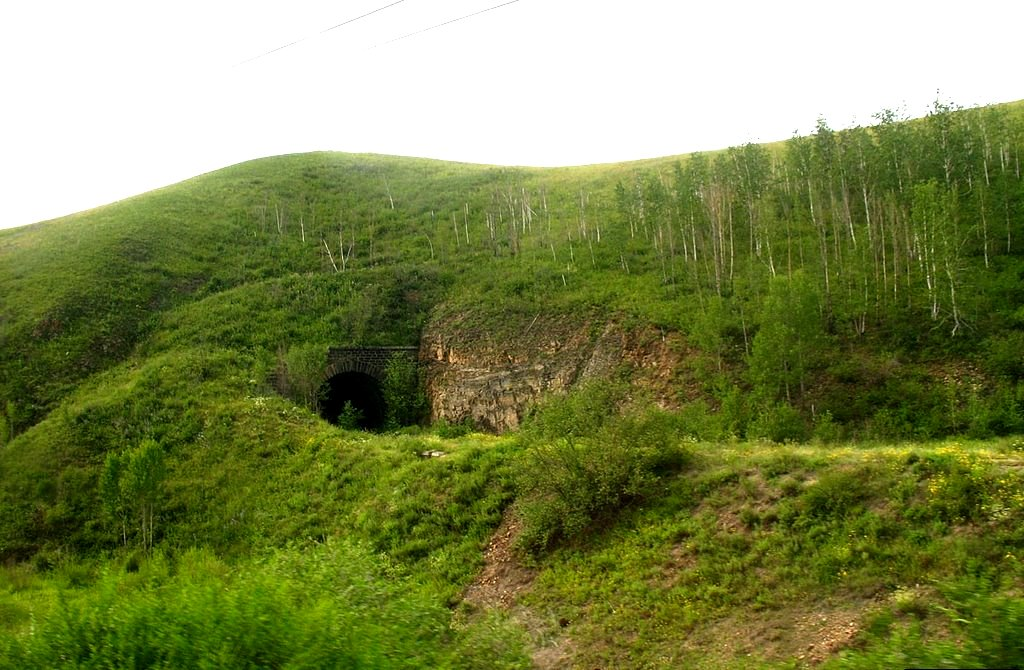
Заброшенный тоннель, станция Укурей

Памятник погибшим в Великой Отечественной войне 1941—1945 гг. с. Укурей